# Princes Highway
Der Princes Highway ist eine Fernstraße im Südosten Australiens. Er ist Teil des australischen National Highway 1 und verläuft von Sydney über Melbourne und Adelaide nach Port Augusta. Er folgt in seinem Verlauf im Wesentlichen dem Küstenverlauf des Landes und stellt dadurch eine sehr indirekte Verbindung zwischen diesen Metropolen dar. Seine Gesamtlänge beträgt etwa 2.200 km. Er ist der einzige Highway in Australien, der durch drei Staaten verläuft.

## Name
Seinen Namen erhielt der Princes Highway im Jahr 1920, nachdem der damalige Eduard, Prince of Wales, und späterer Britischer König und Duke of Windsor, Australien besucht hatte. Dazu wurden bereits existierende Straßen umbenannt und der Princes Highway in seiner gesamten Länge am 10. August 1920 offiziell eröffnet.

## Verlauf

### New South Wales
Der Princes Highway beginnt in Sydney im Stadtteil St. Peters. Dort ist er zunächst eine vierspurige Ausfallstraße in südlicher Richtung, die aufgrund des starken innerstädtischen Verkehrs durch Anwohner und Industrie fast immer durch Staus verstopft ist. In den äußeren Vorortbezirken der Stadt ist der Highway zu einer sechsspurigen Straße ausgebaut.
Südlich von Sydney verläuft der Princes Highway vorbei am Royal National Park in Richtung Wollongong. Auf diesem Abschnitt ist zwischenzeitlich der Southern Freeway als eine schnellere Alternativroute eröffnet worden. Südlich von Wollongong schlängelt sich der Princes Highway entlang der Küste von New South Wales, vorbei an Nowra, Batemans Bay und Bega, bevor er südlich von Eden über die Grenze nach Victoria führt.

### Victoria

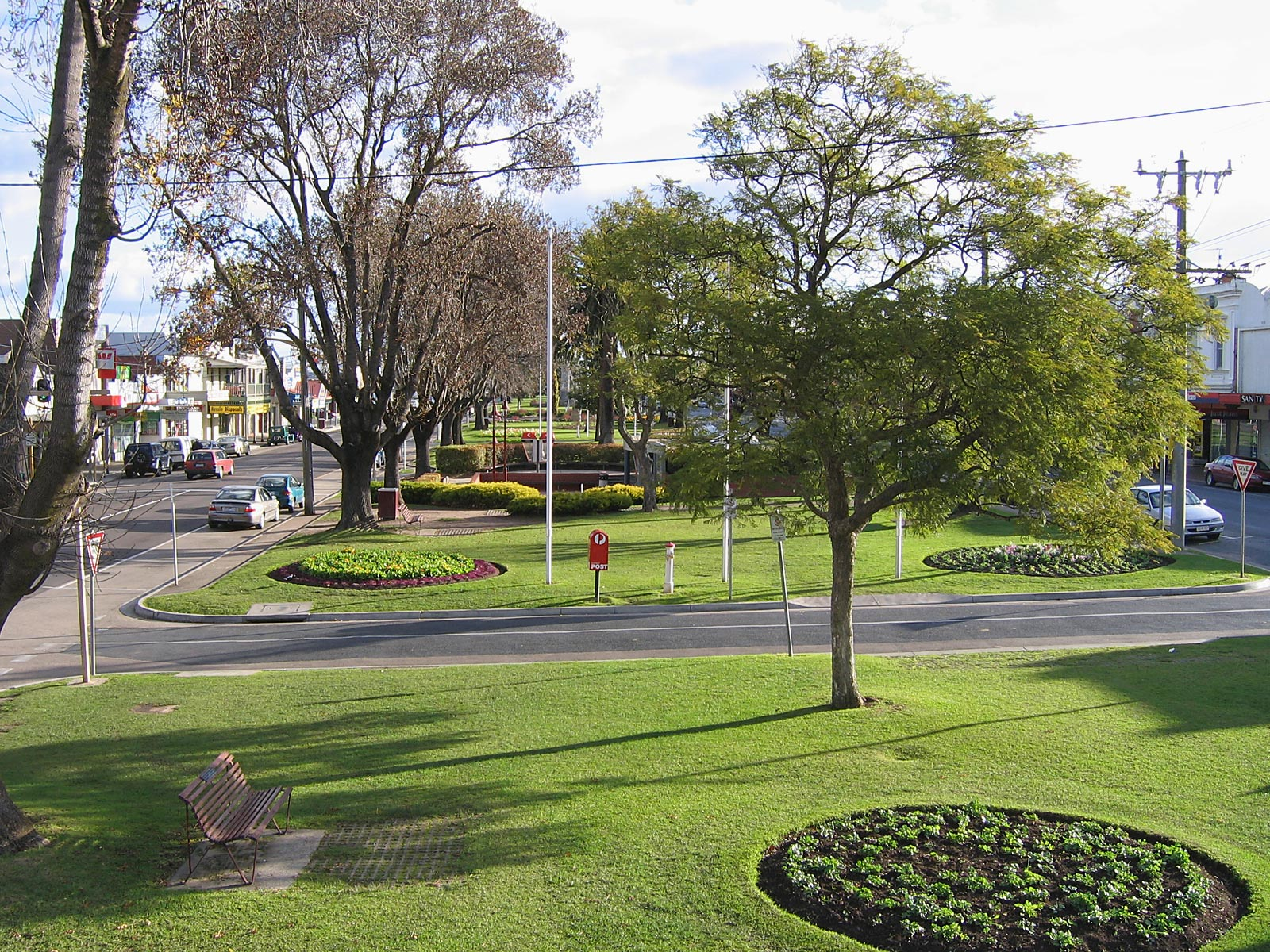
Princes Highway in Bairnsdale VIC (2006)

Im Osten Victorias verläuft der Princes Highway zunächst in westlicher Richtung durch ländliche Gebiete, bis er die Ausläufer der Gippsland Region erreicht. Diese durchquert er auf einer nördlich verlaufenden Route im Landesinneren, während der South Gippsland Highway die Region auf einer südlicheren Route entlang der Küste durchquert. Trotz diesem Entfernen von der Küste behält der Princes Highway die Nummer 1, während der South Gippsland Highway mit Nummer 180 im National Highway System Australien geführt wird.
Nachdem der Princes Highway Traralgon, Moe und Warragul passiert hat, trifft er bei Dandenong auf die Vororte Melbournes. Innerhalb Melbournes verläuft der Princes Highway durch mehrere Stadtteile incl. dem Stadtzentrum, wobei die Straße mehrmals den Namen wechselt, bevor er Melbourne in westlicher Richtung verlässt. Während dieses Abschnitts durch das Zentrum Melbournes ist der Highway nicht mehr Highway Nummer 1. Dieser verläuft südlich des Stadtzentrums als Monash Freeway.
Westlich von Melbourne verläuft der Princes Highway, der dann wieder Highway Nummer 1 ist, zunächst in Richtung Geelong. Um die Stadt befindet sich zurzeit eine großräumige Umfahrung in Bau, welche die Stadt entlasten und den Fernverkehr an der Stadt vorbeiführen soll. Weiter westlich nimmt der Princes Highway erneut eine Route im Landesinneren über Winchelsea, Colac und Camperdown, bevor er bei Warrnambool wieder auf die Küste trifft. Diese Route ist eine schnellere Alternative zur bei Touristen sehr beliebten Great Ocean Road. Auf seinem weiteren Verlauf führt der Princes Highway vorbei an Port Fairy, Portland und Heywood, bevor er kurz vor Mount Gambier die Grenze nach Süd-Australien führt.

### Südaustralien
In Südaustralien verläuft der Princes Highway durch die Stadt Mount Gambier, bevor er nach Norden in Richtung Adelaide dreht. Er verläuft vorbei an Kingston SE, dem Coorong National Park, Murray Bridge, überquert den Murray River und erreicht schließlich die östlichen Vororte von Adelaide.
Der Princes Highway durchquert Adelaide und verläuft danach weiter in nördlicher Richtung, vorbei an Port Pirie bis nach Port Augusta am nördlichen Ende des Spencer-Golfs. In Port Augusta endet der Princes Highway und die Straße teilt sich in den Eyre Highway, der Richtung Westen nach Perth verläuft, und den Stuart Highway, der Richtung Norden bis nach Darwin führt.

## Straßennummerierung
- vom Stadtzentrum Sydney bis Waterfall
- von Waterfall bis West Wollongong
- von West Wollongong bis zur Grenze New South Wales – Victoria
- von der Grenze New South Wales – Victoria bis Traralgon
- von Traralgon bis Pakenham
- von Pakenham bis Berwick
- von Berwick bis zum Stadtzentrum Melbourne
- vom Stadtzentrum Melbourne bis Corio (Geelong)
- von Corio (Geelong) bis Waurn Ponds (Geelong)
- von Waurn Ponds (Geelong) bis zur Grenze Victoria – South Australia
- von der Grenze Victoria – South Australia bis Tailem Bend
- von Tailem Bend bis Murray Bridge East
- B55 von Murray Bridge East bis White Hill (Murray Bridge)
- von White Hill (Murray Bridge) bis Glen Osmond (Adelaide)
- von Glen Osmond (Adelaide) bis Gepps Cross (Adelaide)
- von Gepps Cross (Adelaide) bis Port Augusta